# モントリオール銀行

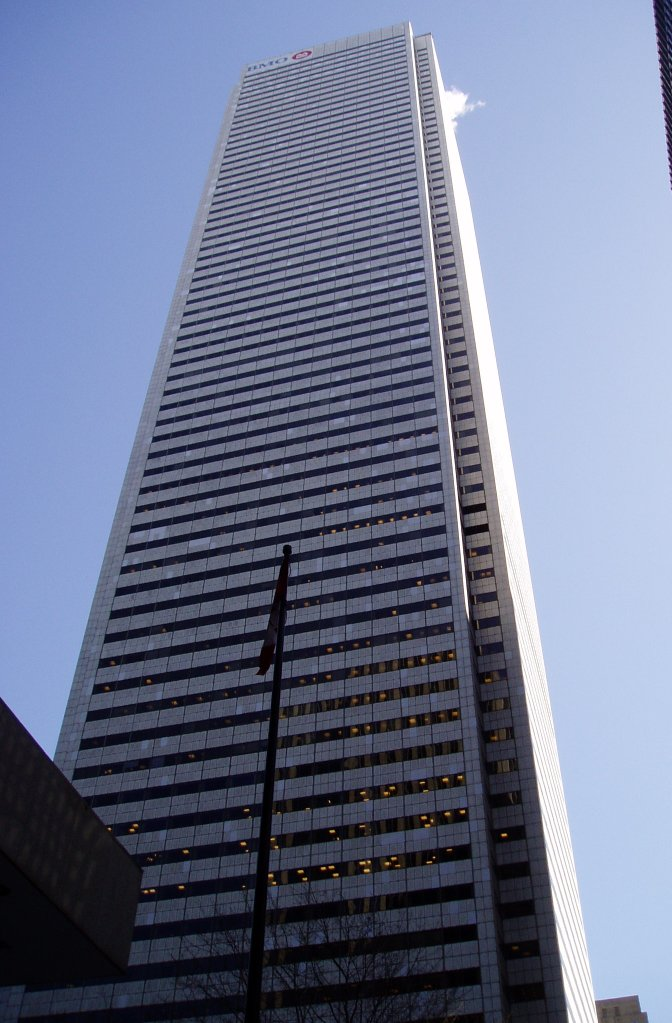
モントリオール銀行本社ビルのファースト・カナディアン・プレイス

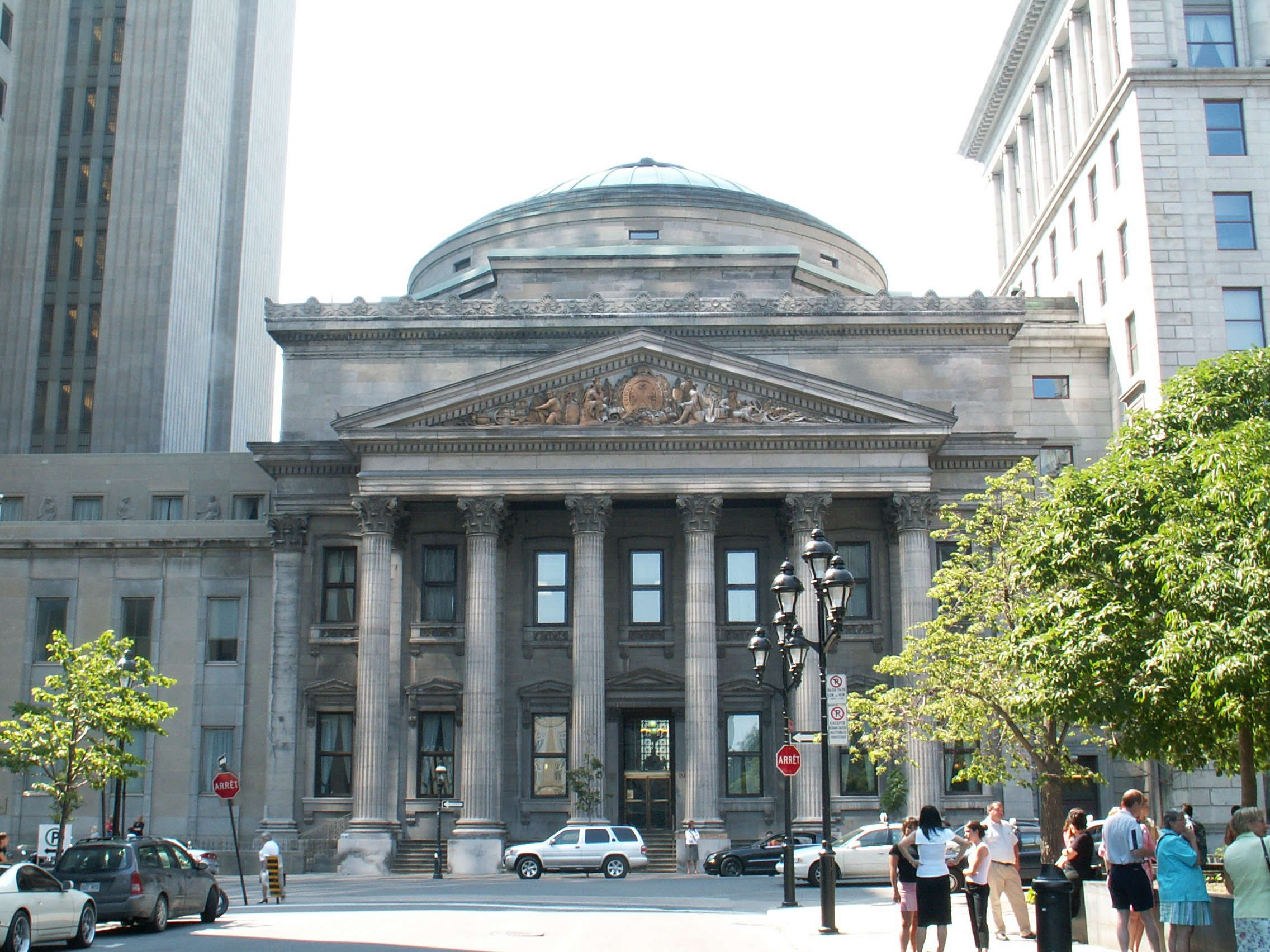
モントリオールのプラスダルムにある支店

モントリオール銀行（モントリオールぎんこう、フランス語：Banque de Montréal: 英称：Bank of Montreal、略称：BMO（発音：ビモ）、TSX：BMO、NYSE：BMO）はトロントに本社機能を置くカナダ五大銀行のひとつである。カナダ銀行業界第4位の規模をもつ。1817年11月3日、モントリオールで設立されたカナダで最も古い銀行であり、カナダ銀行が設立される1935年までは中央銀行としての役割を果たしていた。BMOフィナンシャル・グループの企業ブランドのもと、カナダ国内ではBMOモントリオール銀行として業務・運営している。アメリカではシカゴ周辺を中心にハリス銀行の名で銀行業務を運営している。

## 歴史
モントリオール銀行は国際的な主力銀行のひとつでカナダ国内と世界に1,100以上の支店をもつ。1977年に本社機能をトロントへ移転したが、モントリオール本社も残された。

## 合併
- カナダ商業銀行 - 1868年
- ヤーマス両替銀行 - 1903年
- ハリファックス人民銀行 - 1905年
- ニューブランズウィック人民銀行 - 1907年
- ブリティッシュノースアメリカ銀行 - 1918年
- カナダ商人銀行 - 1922年
- モルソン銀行 - 1925年

### ハリス銀行買収
1984年、アメリカ市場へ本格的に拡大進出し、シカゴのハリス銀行を買収した。

### RBCとの合併提案
1998年、カナダロイヤル銀行との合併案が出された。これはカナダ連邦政府の承認を得ることができず、成立には至らなかった。しかし、2000年12月、クレジットカードとデビットカードのデータ処理サービスを共有することに成功した。

## スポーツとスポンサー
- マラソン

BMOモントリオール銀行は毎年5月に開催されるバンクーバーマラソンのスポンサーとなっており、現在の大会正式名称は「BMOモントリオール銀行バンクーバーマラソン」である。
- スケート

カナダ・スケート協会の主力スポンサーで、ISUグランプリシリーズのスケートカナダをはじめ、各種大会名の多くにBMOフィナンシャル・グループの名が付いている。
- サッカー

MLSのトロントFCおよびCFモントリオールの公式スポンサー、並びにサッカースタジアムではBMOフィールドおよびBMOスタジアムの命名権も保有している。